# 30-й Нью-Йоркский пехотный полк
30-й Нью-Йоркский добровольческий пехотный полк (англ. 30th New York Volunteer Infantry Regiment), — один из пехотных полков армии Союза во время Гражданской войны в США. Полк был сформирован в мае 1861 года сроком на 2 года и участвовал во всех сражениях на востоке от второго сражения при Булл-Ран до сражения при Чанселорсвилле. 18 июня 1863 года полк был расформирован из-за истечения срока службы.

## Формирование
Полк был сформирован в местечке Трой 21 мая 1861 года и в тот же день принят на службу штату. На следующий день вышел приказ о принятии полка на службу в федеральную армию сроком на 2 года и к 1 июня процедура принятия была завершена. Первым командиром полка стал полковник Эдвард Фрисби, подполковником Чарльз Бринтнелл, майором — Уильям Сиринг.
Полк был вооружён гладкоствольными мушкетами образца 1842 года (калибр 69), снабжен униформой и палатками.

## Боевой путь
28 июня полк покинул штат и отправился в Вашингтон, куда прибыл 29 июня, а 30 июня переместился в Кэмп-Юнион в Брайтвуде. 23 июня полк перешёл Потомак и встал лагерем в Арлингтоне. В августе его рядовые использовались для пикетной службы на дороге Лисберг-Александрия. В то же время полк был включён в бригаду Эразмуса Кейеса. В октябре 1861 года бригада вошла в состав дивизии Макдауэлла в составе Потомакской армии.
16 ноября одно подразделение полка, отправленное на фуражировку к ферме Дуланс-Фарм, было атаковано южанами. В ходе перестрелки было потерян 1 рядовой убитыми, 2 офицера и 28 рядовых попало в плен.
В марте 1862 года полк числился в бригаде генерала Огура (I корпус Потомакской армии). 10 марта он участвовал в наступлении на Манассас. 11 марта подполковник Бринтбелл подал в отставку по состоянию здоровья и его место занял майор Сиринг. Майором стал капитан роты G, Морган Крайслер. 15 марта полк вернулся в Александрию, а 9 — 19 апреля участвовал в наступлении Макдауэлла на Фалмут.